# Kakuyoku (Kata)
Kakuyoku (jap. 鶴翼, dt. Kranichflügel) ist eine Reihe von drei Kata (stilisierten Kämpfen gegen imaginäre Gegner) in der Kampfkunst Karate. Die Kata wurden von Tetsuhiko Asai geschaffen und als „klassische Kata“ (jap. koten kata, 古典型) bezeichnet. Sie bauen auf den Prinzipien der ebenfalls von ihm kreierten Junro- sowie Jōkō-Kata auf.

## Name
Der Name Kakuyoku ist eine Referenz auf die Herkunft aus den chinesischen Kranich-Stilen, und hier insbesondere dem Baihequan (chinesisch 白鶴拳, Pinyin báihèquán, jap. hakutsuru-ken, dt. Weißer-Kranich-Stil).
Kakuyoku bezeichnet ebenfalls eine klassische Schlachtformation, die den ausgebreiteten Flügeln eines Kranichs in Form eines V ähnelt.

## Die einzelnen Kata
Dem Namen folgend bilden offene Hand- und Armtechniken, deren Bewegungen denen eines Kranichflügels nachempfunden sind, den Hauptbestandteil. Dazu kommen Stellungsänderungen und Schwerpunktverlagerungen, die bereits in den Grundkata (Junro- und Jōkō-Kata) geübt werden.
Die Reihenfolge der Kakuyoku-Kata, unterteilt in Shodan, Nidan und Sandan, ist nicht als zwingend anzusehen, da die einzelnen Kata nicht aufeinander aufbauen. Asai selbst war der Meinung, dass eine Kata der Reihe ausreichend ist, um die enthaltenen Prinzipien zu lehren. Kakuyoku Nidan war jedoch eine seiner Lieblingskata und wurde von ihm auch nur Kakuyoku genannt.

### Varianten
Im Fudokan-Karate wird eine Variante der Kakuyoku Shodan als Taiji Nidan geübt.